# IC 3801
IC 3801 ist ein inexistentes Objekt, welches der Astronom Arnold Schwassmann am 7. September 1900 fälschlich als IC-Objekt beschrieb.